# Côme Mosta-Heirt
Côme Mosta-Heirt es un escultor francés, nacido en el año 1946  en Le Havre y que vive y trabaja en París.
Participó en la edición 43 de la Bienal de Venecia.